# Садова Ноуа (Караш-Северин)
Садова Ноуа (рум. Sadova Nouă) насеље је у Румунији у округу Караш-Северин у општини Слатина-Тимиш. Oпштина се налази на надморској висини од 459 m.

## Становништво
Према подацима из 2002. године у насељу је живело 286 становника, од којих су сви румунске националности.